# Chuy García
Jesús G. "Chuy" García, född 10 december 1956 i Mexiko, är en amerikansk demokratisk politiker. Han representerar delstaten Illinois fjärde distrikt i USA:s representanthus sedan 2019.
García utexaminerades 1978 från Northeastern Illinois University.
García besegrade republikanen Mark Wayne Lorch i kongressvalet 2018. Han har omvalts åtta gånger.